# Stretch & Vern
Stretch & Vern ist ein britisches House-DJ- und Produzententeam, bestehend aus Stuart Silvester („Stretch“) und Julian Peake („Vern“).

## Werdegang
Das Duo existiert seit 1996. Mit ihrer ersten Single I’m Alive, welches auf Samples aus Boogie Wonderland von Earth, Wind and Fire und The Vision von Prophecy beruht, konnten sie einen britischen Top-10-Hit verbuchen. Das Duo wurde dann als DJ-Team und Remixer aktiv. Remixe erstellten sie für Pulp, Robbie Williams, Spice Girls und Kings of Leon.

## Diskografie

### Singles und EPs
- 1996: I’m Alive
- 1997: Get Up! Go Insane!
- 1999: Let Me Feel
- 2000: That Sound
- 2002: Hey
- 2004: Freekin`Me
- 2005: Guttersnipe
- 2005: Beats & Bones
- 2006: King Coaster